# Triangular Otávio Lage
O Triangular Otávio Lage, também chamado de Triangular de Goiânia foi uma competição amistosa de futebol, disputada entre os dias 20 e 25 de junho de 1967, na cidade de Goiânia. A competição foi realizada como parte das celebrações pela reabertura do Estádio Olímpico de Goiânia, sendo organizado Atlético Goianiense. O nome da competição foi uma homenagem ao então governador do estado de Goiás, Otávio Lage de Siqueira. A competição foi vencida pelo Corinthians.

## Participantes
- Atlético Goianiense
- Corinthians
- Vila Nova

## Sede
| Estádio Olímpico   |
| Capacidade: 13 500 |
|                    |

## Partidas
| 20 de junho de 1967 | Atlético Goianiense | 1 – 3 | Vila Nova | Estádio Olímpico Pedro Ludovico Teixeira Público: Árbitro: |
|                     |                     |       |           |                                                            |

| 22 de junho de 1967 | Atlético Goianiense | 1 – 4 | Corinthians                             | Estádio Olímpico Pedro Ludovico Teixeira Público: Árbitro: Romualdo Arppi Filho |
|                     | Zuino 53'           |       | Nair 9' · Rivellino 35 73' · Flávio 87' |                                                                                 |

Atlético Goianiense: Manoelzinho, Alemão (Djalma), Didi, Fernando, Luiz Carlos, Machado, Adalberto, Zuino, Ozana (Zezão), Nico López, Hélio (Jurandir).
Corinthians: Barbosinha, Jair Marinho, Ditão, Galhardo (Mendes), Maciel (Jorge Corrêa), Nair (Luís Américo), Rivellino, Bataglia, Flávio, Sílvio (Marcos), Gilson Porto (Lima). Técnico: Zezé Moreira
| 25 de junho de 1967 | Corinthians | 0 – 0 | Vila Nova | Estádio Olímpico Pedro Ludovico Teixeira Público: Árbitro: Romualdo Arppi Filho |
|                     |             |       |           |                                                                                 |

Corinthians: Barbosinha, Jair Marinho, Ditão, Galhardo, Maciel, Nair, Rivellino (Luís Américo), Bataglia, Flávio, Sílvio (Marcos), Lima (Gilson Porto). Técnico: Zezé Moreira
Vila Nova: Romualdo, Dair (Nélson), Altamiro, Lincoln, Adélson, Rubens Sales, Garrinchinha, Borges (Pierre), Nei, Gibrair, Paulinho. 

## Classificação final
| Time                | Pts | J | V | E | D | GP | GC | SG |
| ------------------- | --- | - | - | - | - | -- | -- | -- |
| Corinthians         | 3   | 2 | 1 | 1 | 0 | 4  | 1  | 3  |
| Vila Nova           | 3   | 2 | 1 | 1 | 0 | 3  | 1  | 2  |
| Atlético Goianiense | 0   | 2 | 0 | 0 | 2 | 2  | 7  | -5 |